# Лимацины
Лимацины, или морские черти (лат. Limacina), — род брюхоногих моллюсков из семейства Limacinidae отряда крылоногих. Мелкие пелагические организмы, обладающие спирально закрученной известковой раковиной, лимацины ведут хищный образ жизни, собирая планктон с помощью ловчих сетей из слизи. Представителями этого рода питаются некоторые китообразные и морские ангелы Clione limacina.

## Строение и образ жизни
Взрослые лимацины обладают спиральной арагонитовой раковиной. Из её устья выдвигаются два параподия — крыловидные отростки ноги, которые моллюск использует для вертикальных перемещений. При сложенных вместе параподиях моллюск начинает быстро погружаться (со скоростью до 25 см/с), горизонтальное их положение обеспечивает нейтральную плавучесть, а взмахи позволяют подниматься вверх. Эти механизмы движения используются при суточных вертикальных миграциях и для бегства от хищника.
Размер ловчей сети существенно превышает размер раковины моллюска. Слизь для её построения производят клетки эпителия мантии и мантийных желёз, причём скорость выделения и втягивания сети довольно высока.

## Естественные враги
Лимацины, образующие крупные скопления у поверхности воды, представляют собой существенный компонент рациона многих пелагических рыб, некоторых китообразных и морских птиц. Кроме того, ими питается целый ряд хищных планктонных беспозвоночных: щетинкочелюстные, стрекающие, гребневики, голые и раковинные крылоногие моллюски.
Наиболее известный естественный враг лимацин — морской ангел Clione limacina, который специализируется на поедании некоторых представителей этого рода. Поймав жертву, морской ангел выскребает из раковины мягкие ткани с помощью пучков хитиновых крючьев, находящихся в ротовой полости, после чего отбрасывает пустую раковину.

## Классификация
На октябрь 2021 года известно множество видов лимацин, из которых только 6 — современные:
- Limacina bulimoides (d'Orbigny, 1835)
- Limacina helicina (Phipps, 1774)
- Limacina lesueurii (d'Orbigny, 1836)
- Limacina rangii (d'Orbigny, 1835)
- Limacina retroversa (J. Fleming, 1823)
- Limacina trochiformis (d'Orbigny, 1835)